# Shanley Caswell
Shanley Caswell (Sarasota, Florida, 1 de diciembre de 1991) es una actriz estadounidense. Inició su carrera en 2007. Ha aparecido en series como Bones, iCarly y The Middle. Ella es más conocida por su papel de Riley Jones en Detention y su papel de Andrea Perron en la película de terror The Conjuring.

## Estudios
Shanley Caswell nació y se crio en Sarasota, Florida. Shanley comenzó a actuar en un teatro local a la edad de ocho años. Mientras que en la escuela secundaria, ella se involucró con "Teen Source", un grupo de teatro cuya intención es educar a la comunidad adolescente en temas sociales. Se mudó a Los Ángeles para seguir su carrera en 2007, donde tuvo muchos papeles como actriz invitada. Su primer trabajo fue modelando a sus 15 años. También estudió antropología cultural en la UCLA.

## Filmografía
| Año  | Proyecto                      | Papel           | Notas                                 |
| ---- | ----------------------------- | --------------- | ------------------------------------- |
| 2008 | Zoey 101                      | Audrey          | Episodio "Coffee Cart Ban"            |
| 2009 | Little Victories              | Katherine       |                                       |
| 2009 | Mending Fences                | Kamilla Faraday |                                       |
| 2010 | iCarly                        | Tara            | Episodio "iWas a Pageant Girl"        |
| 2010 | Bones                         | Dede            | Episodio "The Death of the Queen Bee" |
| 2010 | Untitled Adam Carolla Project | Lucy            |                                       |
| 2010 | The Mentalist                 | Nadine Russo    | Episodio "Red Sky At Night"           |
| 2011 | The Middle                    | Samantha        | 2 episodios                           |
| 2011 | CSI: NY                       | Rachel Weber    | Episodio "Crushed"                    |
| 2011 | Detention                     | Riley Jones     |                                       |
| 2012 | Adrift                        | Mo              | Cortometraje                          |
| 2012 | Snow White: A Deadly Summer   | Snow White      |                                       |
| 2012 | Punk'd                        | Ella misma      | Episodio "Lucy Hale"                  |
| 2013 | Vegas                         | Patricia        |                                       |
| 2013 | The Conjuring                 | Andrea Perron   |                                       |
| 2013 | Feels So Good                 | Brittany        |                                       |
| 2013 | Come Find Me                  | Jenny Sugar     | Cortometraje                          |
| 2014 | NCIS: New Orleans             | Laurel Pride    | Personaje recurrente, 14 episodios    |
| 2014 | High School Exorcism          | Olivia Marks    |                                       |
| 2018 | Urban Myth: Nest              | Karla           | Cortometraje                          |